# Cratere Ogulbek
Ogulbek  è un cratere sulla superficie di Venere.